# Закон Кюрі — Вайса
Закон Кюрі — Вайса, Закон Кюрі — Вейса — закон, який описує залежність магнітної сприйнятливості парамагнітних речовин від температури, у яких внаслідок кооперативних ефектів проявляється феромагнетизм. У цьому випадку спостерігається відхилення ідеальної залежності магнітної сприйнятливості від температури описаної законом Кюрі ({\displaystyle \chi _{m}={\tfrac {C}{T}}}). При температурах вище точки Кюрі залежність описується формулою:
{\displaystyle \chi _{m}={\frac {C}{T-T_{c}}}}
де:
- {\displaystyle \chi } — магнітна сприйнятливість
- C — константа Кюрі, що залежить від речовини
- T — абсолютна температура в кельвінах
- Tc — температура Кюрі, К.

У випадку фазового переходу парамагнетика у феромагнітний стан відрізок прямолінійної залежності графіку кривої проєктується в позитивну ділянку осі температур вказуючи температуру фазового переходу Tc (температура Кюрі). У багатьох речовинах закон Кюрі — Вайса не описує цю залежність при температурах близьким до критичної точки Кюрі, оскільки він базується на теорії одноелектронного наближення. У таких випадках критичну залежність описують формулою:
{\displaystyle \chi \sim {\frac {1}{(T-T_{c})^{\gamma }}}}
де {\displaystyle \gamma \,} — критичний індекс. При температурах  T ≫ Tc закон Кюрі-Вайса виконується, хоча в цьому випадку значення Tc є дещо більшим від дійсної температури Кюрі.

## Фери- та антиферомагнетики
У феримагнітних та антиферомагнітних системах залежність магнітної сприйнятливості від температури вище температур фазового переходу (температура Нееля, {\displaystyle T_{N}}) описується дещо модифікованою формулою:
{\displaystyle \chi _{m}={\frac {C}{T+T_{N}}}.}
У цьому випадку відрізок прямолінійної залежності графіку кривої проєктується у негативну ділянку осі температур вказуючи температуру антиферомагнітного фазового переходу TN (температура Нееля).